# Csang-o-program

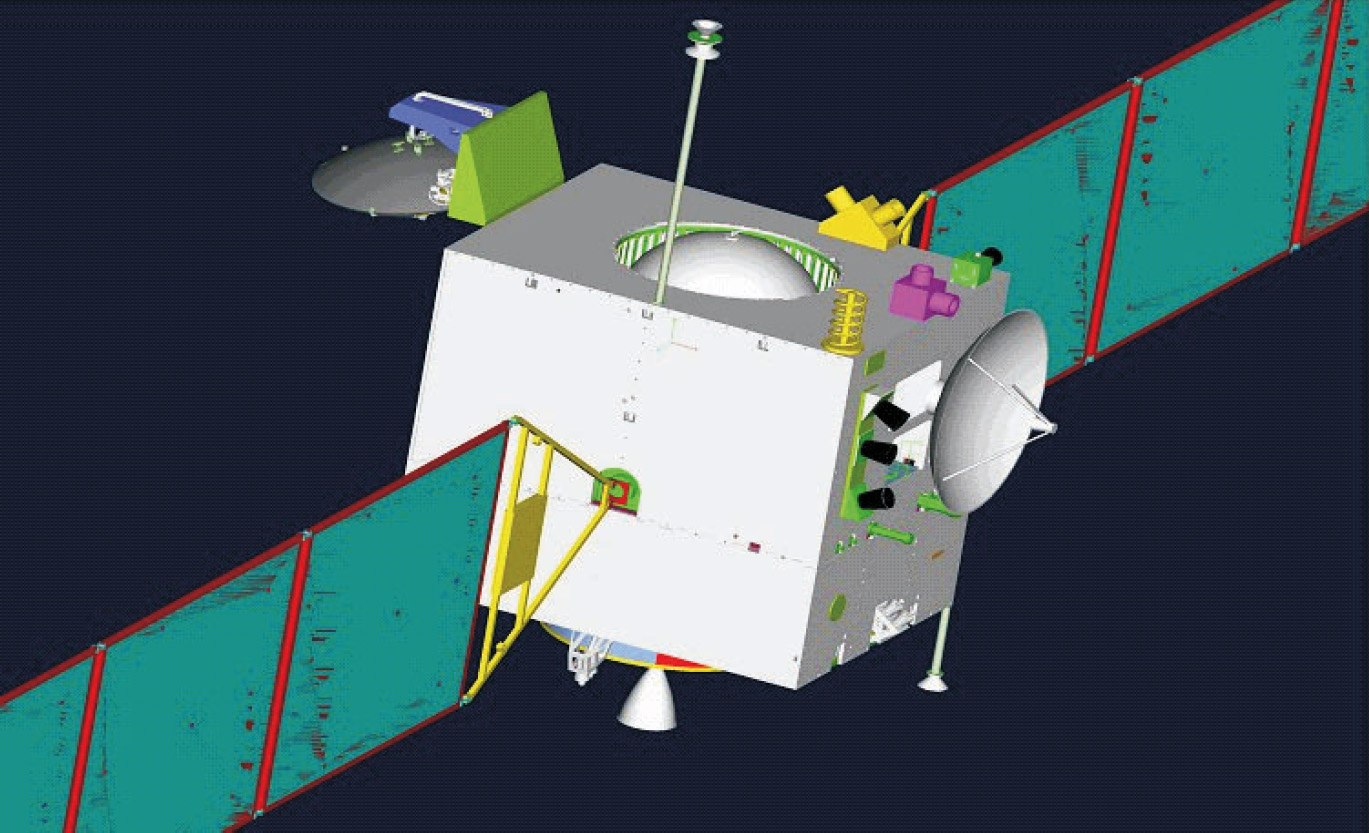
Chang’e–1

Csang-o-program (Csang-o ji-hao, magyarul „Holdistennő”, a program angol elnevezése: Chinese Lunar Exploration Program) a Kínai Nemzeti Űrügynökség által irányított holdkutató program.

## Szakaszok
A programot három különböző szakaszra osztották:

### 1. szakasz: Keringő szondák
- Csang-o–1: a 2007-ben felbocsátott holdszonda 16 hónapon át keringett a Hold körül, elkészítve az eddigi legrészletesebb Hold-térképet. 2009. március 1-én irányítottan becsapódott az égitestbe.
- Csang-o–2: a 2010-ben Hold körüli pályára állt szonda tudományos megfigyeléseket végzett, majd tovább repült az L2 pont felé.

### 2. szakasz: Sima landolás
- Csang-o–3: 2013-ban a szonda leszállt a Holdra.
- Csang-o–4 : 2018. december 7-én indult küldetés. Leszállás 2019. január 3-án.

### 3. szakasz: Anyagminta-visszahozás
- Csang-o–5: a tervezett szonda leszáll a Holdra, majd anyagmintákkal megrakodva visszatér a Földre.